# Henschel Hs 129 Panzerknacker
Henschel HS.129, znan tudi pod imenom Panzerknacker (nemško uničevalec tankov), je bil dvomotorni jurišni bombnik Luftwaffe v drugi svetovni vojni.

## Opis
Jurišnik je bil narejen za bombardiranje kopenskih ciljev, predvsem za uničevanje tankov. Prvotna verzija HS.129A je imela preslabotne motorje in so zaradi tega naredili močno spremenjeno različico HS.129B, ki so ji vstavili zaplenjene francoske motorje GR.14M, vendar so bili ti dokaj nezanesljivi. Poleg slabih letalnih sposobnosti je imel HS.129B zelo malo prostora v pilotovi kabini kar je pilotom dajalo neprijeten občutek utesnjenosti. Močan oklep, močna oborožitev in zadovoljiva hitrost pa sta vseeno naredila HS.129B za solidno protitankovsko letalo. Prvič je v večjem številu nastopil poleti 1943 v veliki tankovski bitki pri Kursku, kjer se je sicer ob velikih izgubah še kar dobro obnesel. Narejenih je bilo 879 letal. 

## Različice
- Henschel Hs 129A
- Henschel Hs 129A-1
- Henschel Hs 129B
- Henschel Hs 129B-1
- Henschel Hs 129B-2
- Henschel Hs 129B-3
- Henschel Hs 129C